# Istoria tiparului în Brașov
Acest articol este despre primele tipărituri apărute în orașul Brașov.

## Geneză
Înainte de apariția cărților tipărite au circulat numeroase manuscrise din secolele XI-XVI, realizate, în principal, în mănăstiri. Modelul grafic al acestora a devenit modelul pentru primele tiparnițe. Primele tipărituri au avut subiect religios, fiind protejate inițial de către voievozi și ierarhiile bisericești.
Primele cărți tipărite pe teritoriul României de azi au fost tipărite în slavonă la Târgoviște (de către Macarie - 1508-1512 - și de către Dimitrie Liubavici - 1544). Prima tipografie din Transilvania a fost cea de la Sibiu, care și-a început activitatea sub conducerea lui Lucas Trapoldner.
Primele cărți tipărite în limba română s-au tipărit la Sibiu de către Filip Moldoveanul: Catehismul luteran, 1544, azi pierdut, și Maler - Tetraevanghelul slavo-român, 1551, descoperit în Rusia.
În Brașov primele tipărituri au apărut în secolul al XVI-lea.

## Tiparul Honterian
Johannes Honterus urmează mai întâi cursurile pe lângă biserica Sfânta Maria din Cetate (azi Biserica Neagră), pe care le-a continuat la Universitatea din Viena, sub numele Johannes Anschut (în 1522 a absolvit cu calificativul Bacalaureus) și Johannes Haller Coronensis (în 1525 a absolvit cu calificativul Magister Artium). În 1503 se stabilește in Cracovia (capitala Poloniei). Susține prelegeri și editează prima sa carte în limba greacă - Synoye te Gramatikis Biblie Dio - un compendiu al gramaticii grecești.
A doua carte este tot o gramatică, în limba latină - Compendii Gramatices. Libri Duo - prelucrare a gramaticii latine a lui Aelius Donatus din secolul al IV-lea, imprimată inițial de Gutenberg în 1454. Ediția lui Honterus este compusă din două volume (Morfologia și Sintaxa, figurile de stil și poetica). Această carte a avut un mare număr de ediții (15 la Cracovia și 4 la Brașov). 
Tot la Cracovia tipărește Rudimenta cosmographica (Elementele cosmografiei) în 1530, în limba latină. În 1541 realizează o ediție provizorie (prescurtare cu caracter didactic) în versuri, în anul următor tipărește ediția definitivă, îmbogățită cu 106 versuri și cu 16 hărți xilografiate (gravate pe lemn) de Honterus însuși, cartea devenind astfel primul atlas geografic tipărit la noi și primul atlas "minor" din Europa centrală si sud-estică. Tot aici se regăsește și prima hartă a României de astăzi. 
În anul 1539 instalează în Brașov prima tipografie. Tipărește manuale și programe școlare: o gramatică a limbii grecești, una a limbii latine, Rudimenta cosmographica și apoi extrase din autori antici. 
Un Manual de filozofie în limba greacă este tipărit in 1542. Odecum Harmonis, prima tipăritură muzicală, este realizata în 1548.    
Johannes Honterus luptă pentru reformarea bisericii și tipărește in 1543 Reforma bisericii brașovene și din toată Țara Bârsei, fiind utilizată de toate bisericile reformate. Tot la inițiativa lui, în 1547 se deschide o bibliotecă, inițial din propriile lui cărți, mai apoi îmbogățită cu achiziții și donații.    
În 1543 Johannes Honters a elaborat un regulament școlar, considerat de Gernot Nussbächer drept primul cunoscut în spațiul carpato-dunărean: Constitutio Scholae Coronensis. După moartea lui Honterus, survenită la 23 ianuarie 1549, munca de tipărire a fost continuată de către Valentin Wagner.       
Prima tipăritură brașoveană este considerată Compendium Gramatices Graecae din 1535, după Joseph Teutsch, însă nu se cunoaște nici un exemplar. La Biserica Neagră din Brașov se găsește un exemplar din 1549.        
În Brașov s-au tipărit 119 cărți în decursul secolului al XVI-lea.        

## Tiparul Coresian
Ovid Densușianu menționează in teza sa din 1894, biografia diaconului Coresi, conform căreia acesta provenea dintr-o familie grecească și a trăit în perioada 1525-1600. Mai multe informații sunt prezentate de către A.D. Xenopol, Ion Bogdan, Stoica Nicolaescu și Nerva Hodoș, neajungându-se încă la o concluzie definitivă privind identitatea diaconului Coresi (este aceeași persoana cu logofătul Coresi din Muntenia din perioada 1567-1576, sau diacul de la 1525-1538 care era scriitor la Cetate și a redactat în Muntenia mai multe documente slavone).        
Vasile Oltean susține originea târgovișteană a diaconului Coresi prin textul identificat în Tetraevangheliarul românesc tipărit la Brașov în 1560/1561: "Scris-am eu diacon Coresi ot Târgoviște și Tudor Diac".        
Diaconul Coresi și următorii editori care au urmat conștientizează că scriu pentru toată suflarea românească, pentru toți cei ce vorbesc românește, din Banat până la Nistru. E una dintre primele dovezi că muntenii, ardelenii și moldovenii, întrucât vorbesc aceeași limbă, sunt un singur neam. De notat faptul că România este singura țară mare din Europa a cărei unitate este exclusiv întemeiată pe limbă.         
Tipărituri:        
1557 - Micul Octoih
1559 - Catehismul românesc
1561-1562 - Evangheliarul românesc